# Phryma
- Commons
- Wikispecies

Phryma L. é um género botânico pertencente à família Phrymaceae.

## Espécies
| - Phryma asiatica - Phryma carolinensis - Phryma caroliniensis - Phryma dehiscens - Phryma esquirolii - Phryma hians - Phryma humilis | - Phryma leptostachya - Phryma media - Phryma nana - Phryma ohlongifolia - Phryma parvifolia - Phryma pubescens |

- «Lista completa»

## Classificação do gênero
| Sistema | Classificação                        | Referência               |
| ------- | ------------------------------------ | ------------------------ |
| Linné   | Classe Didynamia, ordem Gymnospermia | Species plantarum (1753) |